# Trompetsvamp
Trompetsvamp (Craterellus Cornucopioides), også kendt som den sorte kantarel eller de dødes trompet, er en almindelig forekommende kantarel i Danmark. Svampen er ikke så kendt som den populære Almindelig kantarel, men er stadig en meget eftertragtet spisesvamp.

## Forvekslinger
I Danmark er den eneste forveksling mulighed Sværtende Skørhat, som med sit mere rådne udsende hurtigt adskille ved nærmere inspektion.